# Bloomington (Illinois)
Bloomington je město a okresní město okresu McLean County ve státě Illinois ve Spojených státech amerických. Sousedí s městem Normal a je lidnatější ze dvou hlavních obcí metropolitní oblasti Bloomington-Normal. Bloomington leží 217 km (135 mil) jihozápadně od Chicaga a 261 km (162 mil) severovýchodně od St. Louis. Podle sčítání lidu v roce 2020 mělo město 78 680 obyvatel, což z něj činí 13. nejlidnatější město v Illinois a páté nejlidnatější město ve státě mimo chicagskou metropolitní oblast. V kombinaci s městem Normal má dvojměstí zhruba 130 000 obyvatel. V oblasti Bloomingtonu sídlí Illinois Wesleyan University a Illinois State University. Slouží také jako sídlo pojišťoven State Farm Insurance a Country Financial.